# De Tijd Geest
De Tijd Geest is een documentaire uit 1968 van de Nederlandse filmregisseur Johan van der Keuken.
De film probeert een tijdsbeeld te geven van jongeren in 1968 en toont anti-Vietnambetogingen, rellen met de politie en love-ins. Sinds 2013 is er een digitale versie van de film in het bezit van het Rijksmuseum in Amsterdam.